# Óxido de cobre(I)
El óxido de cobre(I), también llamado antiguamente óxido cuproso (Cu2O) es un tipo de óxido de cobre.
La formación del óxido de cobre(I) es la base del test de Fehling y de la Reacción de Benedict para la reducción de azúcares que reducen en solución alcalina una sal de cobre(II), dando un precipitado de Cu2O.
El óxido cuproso se forma en piezas de cobre chapadas en plata expuestos a la humedad cuando la capa de plata es porosa o está dañada, este tipo de corrosión se conoce como plaga roja (corrosión).
El óxido de cobre(I) se encuentra como el mineral cuprita en algunas rocas de color rojo.

## Otros nombres
Puede ser llamado:
Óxido de cobre(I), monóxido de dicobre, monóxido de bicobre, óxido de dicobre, óxido de bicobre y óxido cuproso.

## Propiedades
Es diamagnético. En términos de sus esferas de coordinación, los centros de cobre son 2-coordinados y los óxidos son tetraédricos. Por lo tanto, la estructura se asemeja en cierto sentido a los principales polimorfos de Óxido de silicio(IV) (SiO2), y ambas estructuras presentan redes interpenetradas.
Es insoluble en el agua y disolventes orgánicos. Se disuelve en una solución de amoníaco concentrado para formar el complejo4 incoloro [Cu(NH3)2]+, que se oxida fácilmente en el aire al complejo azul [Cu(NH3)4(H2O)2]2+. Se disuelve en ácido clorhídrico para formar HCuCl2 (un complejo de CuCl), mientras que disuelto con ácido sulfúrico y ácido nítrico produce sulfato de cobre(II) y Nitrato de cobre(II), respectivamente.
Cuando se expone al oxígeno, el cobre se oxida de forma natural a óxido de cobre(I) (Cu2O), aunque de una forma muy lenta. En el laboratorio, el proceso puede lograrse en un tiempo mucho más corto usando alta temperatura o una alta presión de oxígeno. Con calefacción, el óxido de cobre(I) (Cu2O) formará el óxido de cobre(II) (CuO).

## Uso
El óxido cuproso se utiliza normalmente como pigmento, fungicida, y agente anti-incrustaciones de pinturas marinas.

### Aplicaciones como semiconductor
El óxido de cobre(I) fue la primera sustancia conocida que se comportaba como semiconductor. Los diodos rectificadores basados en este se utilizaron industrialmente ya en 1924, mucho antes de que el silicio se convirtiera en el estándar.
El óxido de cobre(I) muestra cuatro bien conocidas series de excitones con anchuras de resonancia en el rango de neV (10−9 eV). Los polaritones asociados también son bien conocidos; su velocidad de grupo resulta ser muy baja, casi inferior a la velocidad del sonido. Eso significa que la luz se mueve casi tan lenta como el sonido en este medio. Esto se traduce en una alta densidad de polaritones, y se han demostrado efectos como la condensación de Bose-Einstein, el efecto Stark dinámico y los fonoritones.
Otra de las características extraordinarias de los excitones en el estado fundamental es que todos los mecanismos de dispersión primaria se conocen cuantitativamente. El Cu2O fue la primera sustancia donde un modelo de parámetro totalmente libre de la anchura de línea de absorción podría establecerse por la ampliación de la temperatura, permitiendo la deducción del correspondiente coeficiente de absorción. Se puede demostrar usando el Cu2O que las relaciones de Kramers-Kronig no se aplican a los polaritones.